# Lijst van afleveringen van iCarly (seizoen 7)
Het zevende en het laatste televisieseizoen van iCarly werd uitgezonden op Nickelodeon. Het seizoen werd uitgezonden van 6 oktober tot 23 november 2012. Carly Shay (Miranda Cosgrove), Sam Puckett (Jennette McCurdy), Freddie Benson (Nathan Kress) en Gibby Gibson (Noah Munck) hebben hun eigen webshow, iCarly, die steeds bekender wordt. Jerry Trainor speelt de grote broer van Carly, Spencer.
De laatste aflevering van dit seizoen getiteld "iGoodbye" is ook een dubbele aflevering. 
Als cross-over van deze serie met Victorious is de nieuwe serie Sam & Cat ontstaan.

## Afleveringen
- Dit was het laatste seizoen van de televisieserie.
- Alle afleveringen van dit seizoen zijn in Nederland uitgezonden.

| # | Nr. | Titel                                           | Regie         | Script                            | Datum            | Productiecode |
| --- | --- | ----------------------------------------------- | ------------- | --------------------------------- | ---------------- | ------------- |
| 101-102 | 1-2 | Gibby Schokt De Wereld (iShock America)         | Steve Hoefer  | Dan Schneider                     | 6 oktober 2012   | 510-511       |
| Spencer gaat 's avonds TV kijken. Hij gaat kijken naar Late Night Jimmy Fallon. Daarna ziet hij dat Jimmy Fallon iets zegt over iCarly. Hij haalt Carly en Freddie uit bed en ziet de beelden. Ook Sam en Gibby zien de beelden in hun eigen huis. Later doen zij in de webshow een latenightshow dat ze voor Jimmy Fallon iets willen doen. Jimmy ziet het op de computer en doet de volgende dag een videochat met de iCarly-leden. Jimmy wil graag dat zij in zijn eigen latenightshow in New York te gast komen. Later komen zij samen met Spencer in New York, maar Gibby's bagage is bij het vliegveld verdwenen. Hij moet later bij een vreemde man kleding kopen. Later komen ze in de latenightshow van Jimmy. Alleen wanneer de iCarly-leden gaan dansen, valt Gibby's broek naar beneden (tevens zonder onderbroek) en is hij naakt. Heel Amerika moeten hiervan schikken. Na de show krijgen ze te horen dat de NCC (FCC) samen met de producer willen spreken. Tijdens de rechtszaak met de NCC krijgen ze te horen dat de naaktheid van Gibby niet goed is voor de Amerikaanse televisie en ze een boete moeten betalen voor $500.000. Als ze dat niet doen, zal iCarly uit de lucht worden gehaald. Later komt de producer van Jimmy naar hun hotelkamer om te vertellen dat ze snel moeten komen naar Jimmy's show. Ze komen in de show en Jimmy heeft eerder op de dag een bericht op Twitter geplaatst om geld te doneren aan iCarly. Tijdens de show is er een opbrengst gehaald met $576.094 en dat is genoeg om de boete te kunnen betalen. Gastrollen: Jimmy Fallon als zichzelf, Tina Fey als zichzelf/Jimmy's vrouw, Rachel Dratch als zichzelf, Steve Higgins als zichzelf/de baas van Jimmy, The Roots als zichzelf, Jeff Musial als zichzelf/gast in Jimmy's show, Mary Scheer als mevr. Benson en BooG!e als T-Bo Opmerking: Deze aflevering is gefilmd in New York. |     |                                                 |               |                                   |                  |               |
| 103 | 3   | Een bandverbod (iGet Banned)                    | David Kendall | Dan Schneider                     | 13 oktober 2012  | 507           |
| T-Bo verbiedt om Carly de Groovy Smoothie binnen te komen, omdat Carly hem uit haar huis heeft gezet. T-Bo besluit een weddenschap te houden met Carly. Dat is een avondje verblijf in mevr. Bensons huis en dan mag zij weer terug naar de Groovy Smoothie. Zij verliest, maar zij mag gewoon weer terug naar de Groovy Smoothie. Freddie en Gibby zitten in een zogenaamde band en proberen daarmee de aandacht te krijgen van meisjes. Helaas heeft Sam tijdens de show gezegd dat ze echt gaan zingen in de Groovy Smoothie. Helaas loopt het uit tot een vechtpartij. Verder heeft Spencer zijn been gebroken, omdat hij is uitgegleden in de douche. Echter zit zijn mobiel tussen het gips, waar hij geen gesprekken en berichten kan beantwoorden. Gastrollen: BooG!e als T-Bo en Mary Scheer als mevr. Benson |     |                                                 |               |                                   |                  |               |
| 104 | 4   | Vrienden voor Spencer (iFind Spencer Friends)   | Russ Reinsel  | Jake Farrow                       | 20 oktober 2012  | 512           |
| Spencer is bijna jarig, alleen hij heeft geen vrienden. Carly, Sam, Freddie en Gibby zoeken vrienden voor Spencer op zijn leeftijd. Carly en Sam vinden een vriend genaamd Darnell in de Groovy Smoothie en een vriend in de supermarkt. Freddie en Gibby vinden een vriend in de jongenskleedkamer van een sportschool. Later gaan Spencer en zijn drie vrienden uit eten in de Fiddy's Restaurant. Helaas vindt Spencer deze vrienden niet leuk, omdat zij saai zijn. Hij gaat naar Carly, Sam en Freddie en er komt een gestoorde fan (Heather) naar hen toe. Tijdens Spencers verjaardag hebben ze een grote spaghettitaco gemaakt en spelen ze Jamaicaanse laserspel. Verder werkt Gibby in het jongenstoilet van Fiddy's Restaurant. Gastrollen: Emma Stone als Heather, John Ducey als Darnell, Michael Carbonaro als zichzelf en Jay Ellis en Noah Weisberg als Spencer's vrienden |     |                                                 |               |                                   |                  |               |
| 105 | 5   | Een Fout Feestje (iRescue Carly)                | Steve Hoefer  | Dan Schneider & Matt Fleckenstein | 27 oktober 2012  | 509           |
| Sams vriendin Dana wordt uit de jeugdgevangenis ontslagen. Carly wil haar graag leren kennen, maar Sam probeert om dat niet te doen. Later gaat Carly naar Dana's feestje, maar daar wordt zij niet vrolijk van. Het is een feest vol met criminelen. Carly besluit om naar Freddie en Gibby te bellen, om haar op te kunnen halen. Wanneer Freddie en Gibby naar het feestje komen, worden ze gegijzeld. Sam krijgt van Spencer te horen dat zij naar het feestje is gegaan. Sam gaat naar het feestje toe. Ze slaat Dana en haar vrienden met een botersok en redt haar vrienden. Verder speelt Spencer met een nachtkijker. Gastrollen: BooG!e als T-Bo en Christine Barger als Dana |     |                                                 |               |                                   |                  |               |
| 106 | 6   | Met m'n hoofd in Vegas (iLost My Head in Vegas) | Jerry Trainor | Dan Schneider                     | 3 november 2012  | 508           |
| De moeder van Sam zit in een gevangenis in Las Vegas. De enige manier om haar vrij te krijgen is om 2500 dollar te betalen. Ze gaan naar een winkel waar je spullen in kan leveren. Freddie en Spencer leveren een oude computer in waar ze $3000 dollar voor hadden kunnen krijgen als hij nog werkte, maar hij is kapot en dus krijgen ze er maar 4 dollar voor. Carly en Sam leveren en flesje "Wahoo Punch" in waar Michelle Obama uit gedronken heeft. Ze krijgen daarvoor 2500 dollar. Ze stoppen het in de tas van Gibby. Ze gaan naar de gevangenis om het geld te geven, maar vergeten Gibby mee te nemen. Ze gaan daarom terug naar de winkel. Gibby zou in de camper van Sokko gaan douchen, maar hij had zijn broek verkocht dus Chumlee bood hem een nieuwe broek aan. Carly, Sam, Freddie en Spencer waren al weg, dus Gibby heeft van dat geld dat hij moest bewaren een maansteen gekocht, maar hij kwam eigenlijk van de parkeerplaats waardoor ze al hun geld kwijt waren. Iemand wil Gibby's portrethoofd kopen voor 10000 dollar. Ze gingen met de camper terug naar de gevangenis. Gastrollen: Rick Harrison, Corey "Big Hoss" Harrison en Austin "Chumlee" Russell als zichzelf/winkelmedewerkers |     |                                                 |               |                                   |                  |               |
| 107 | 7   | Zoek de dief (iBust a Thief)                    | Steve Hoefer  | Matt Fleckenstein                 | 10 november 2012 | 513           |
| De laptop van Sam is verdwenen. Freddie heeft een plan bedacht om via de computer de laptop van Sam op te zoeken met een serienummer. Ze hebben de laptop gelokaliseerd en het lijkt erop dat een oude vrouw (Gloria) de laptop gebruikt. Na een paar uur hebben ze het adres gevonden. Ze komen met de deur in huis vallen bij Gloria. Helaas hebben ze wel het verkeerde serienummer gebruikt. De laptop van Sam is niet meer te vinden, maar als ze thuiskomen vindt Sam haar eigen laptop in een pizzadoos. Zij loopt weg en vertelt het tegen niemand. Verder vindt Spencer een broodtrommel met credits, die hij vroeger in de arcadehal heeft verdiend. Hij wil graag bij de arcadehal omwisselen voor een dolfijn, maar de kaartjes zijn niet meer geldig en worden met elektronische punten gebruikt. Tevens mag hij er niet in zonder een kind, dus neemt hij Guppy mee naar de arcadehal. Daarna probeert Spencer om voor sluitingstijd 1000 punten te halen en zo een grote knuffeldolfijn te winnen, wat lukt. Gastrollen: BooG!e als T-Bo, Ethan Munck als Guppy, Nick Heyman als de arcadehalmedewerker en Jean Sincere als Gloria. |     |                                                 |               |                                   |                  |               |
| 108-109 | 8-9 | Afscheid (iGoodbye)                             | Steve Hoefer  | Dan Schneider                     | 23 november 2012 | 514-515       |
| Carly wil graag dat haar vader haar begeleidt naar de vader en dochter Air Force dansfeest. Helaas kan haar vader niet komen en is Carly teleurgesteld. Spencer wil graag met haar mee, maar later wordt hij ziek. Carly baalt ervan. Freddie en Gibby kunnen wel, maar Carly wordt hier verdrietig van. Even later komt haar vader het huis binnen en neemt met haar naar het dansfeest mee. Na het feest bedenkt Carly plannen voor de rest van de week, maar haar vader moet al diezelfde avond weg. Zijn vader doet een voorstel aan Carly om samen met hem mee te gaan naar Italië, dat tevens zijn werkbasis is. Carly gaat inderdaad naar Italië. Er is nog tijd over en ze gaan allemaal de laatste webcastuitzending van iCarly maken. Carly zegt later dat iCarly (voorlopig) stopt en bedankt al haar kijkers en fans. Spencer repareert een motorfiets. Hij wil het als cadeau geven aan Socko's neef Ryder. Sam is een grote fan van motorfietsen, dus helpt zij mee. Helaas is er een verkeerd onderdeel, dus haalt Sam een ander bij de motorfietsenwinkel. Even later raakt Spencer ziek, omdat Lewbert in zijn gezicht heeft geniest. Sam maakt het zelf af. Wanneer Spencer weer beter wordt, wil hij graag de motorfiets aan zijn vriend Socko geven, maar Socko hoeft de motorfiets later niet meer, omdat hij ruzie heeft met Ryder. Spencer geeft de motorfiets daarop cadeau aan Sam. Freddie heeft een nieuwe grote telefoon, die van zijn moeder heeft gekregen, maar hij wordt hiermee geplaagd door zijn vrienden en familie. Gibby gaat samen met Freddie naar het winkelcentrum om een replica van Gibby's hoofd te maken. Nadat er een scan van zijn hoofd is gemaakt, komt hij met zijn hoofd vast te zitten in de machine. De medewerker en Freddie proberen hem uit de machine te halen. Dat is lukt, maar de machine raakt zwaar beschadigd. Gibby krijgt later zijn replicahoofd mee en een wezel van de medewerker, die hem tevens haat. Na de uitzending van iCarly gaat Carly haar spullen inpakken. Carly heeft nog wel met Freddie gezoend. Na het inpakken neemt Carly afscheid van Spencer, Freddie, Gibby en Sam. Wanneer Carly in het vliegtuig naar Italië zit, kijkt ze nog op haar PearBook alle fragmenten van iCarly terug. Ook Spencer, Sam en Freddie denken terug aan de tijd van iCarly. Na het terugblikken is iCarly officieel afgelopen. Gastrollen: David Chisum als Kolonel Steven Shay, Dan Schneider als Meekalito, Mindy Sterling als mevr. Briggs, Jeremy Rowley als Lewbert, BooG!e als T-Bo en Mary Scheer als mevr. Benson Opmerking: Dit is de laatste aflevering van iCarly. |     |                                                 |               |                                   |                  |               |